# Odontoptera carrenoi
Espèce
 Odontoptera carrenoi  est une espèce d'insectes hémiptères de la famille des Fulgoridae.

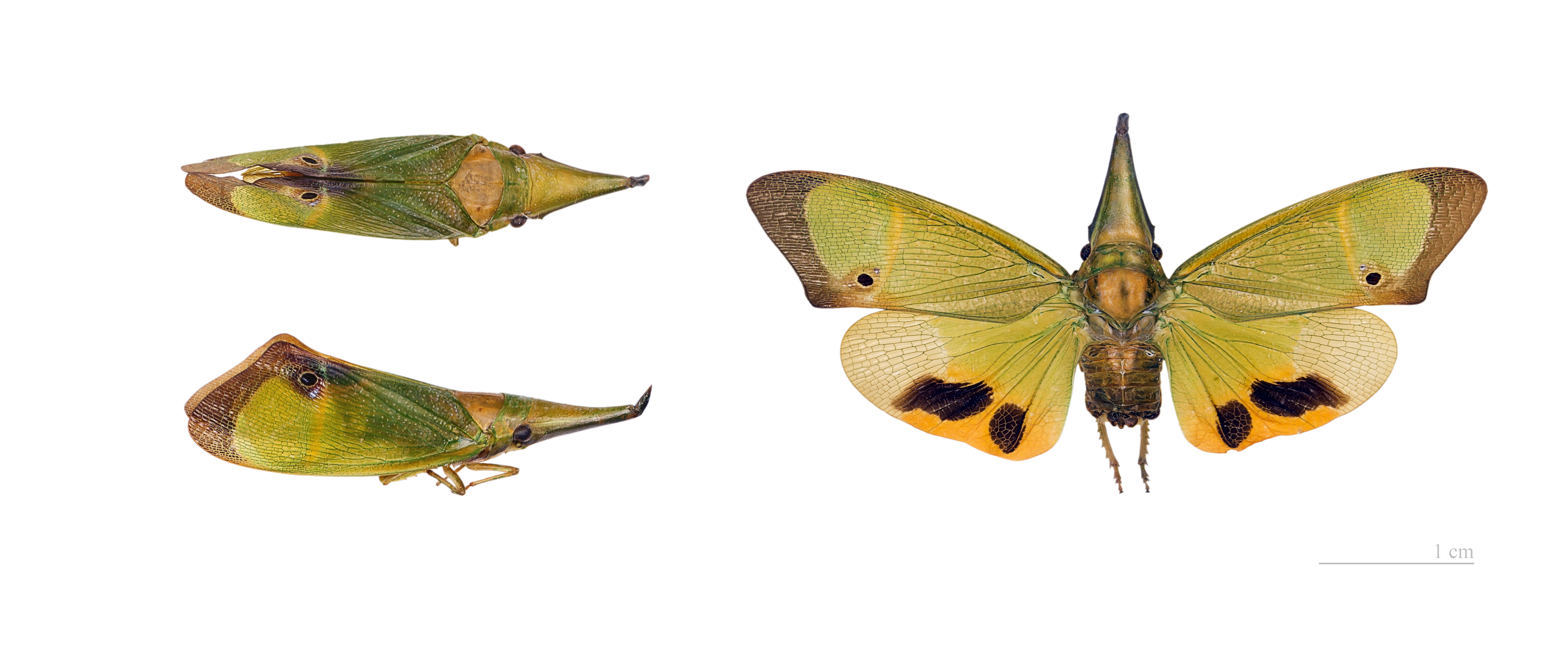
Odontoptera carrenoi - Muséum de Toulouse

## Dénomination
Nom officiel :  Odontoptera carrenoi  décrit par le naturaliste français Victor Antoine Signoret en 1849.

### Synonymie
- Odontoptera carenoi (Signoret, 1849) mauvaise typographie[2]
- Odontoptera carrenonis (Signoret, 1849) mauvaise typographie[3]